# Madonna col Bambino (Bergognone)
La Madonna col Bambino è un dipinto olio su tavola (55,2x35,6 cm) di Bergognone, databile al 1488-1490 e conservata nella National Gallery a Londra.

## Storia
Della piccola tavola si conosce poco. Proviene dalla certosa di Pavia, dove decorava in tutta probabilità la cella di un monaco e dove Bergognone lavorò dal 1486 al 1494. Arrivò in Galleria nel 1894, per acquisto.

## Descrizione e stile
L'impostazione della pala ricorda opere venete, in particolare Veneziane. Dietro un drappo scuro, che lascia intravedere ai lati scorci di paesaggio, si trova Maria che regge il Bambino in piedi su una balaustra in primo piano, dove si trovano appoggiati anche una stoffa e un libro, sul quale si leggono versi in latino dei salmi 51 e 70. Anche nell'aureola della Vergine si trova un'inscrizione con l'inizio dell'Ave Maria: Ave Maria Gratia Plena Dominus Tecum.... Il parapetto ligneo intarsiato sullo sfondo presenta un motivo floreale che ricorda i gigli bianchi, simbolo di purezza virginale.
Le espressioni dei personaggi sono dolcemente caratterizzate, soprattutto quella del Bambino, che accenna un sorriso fanciullesco. Tra le mani di madre e figlio scorre un rosario di corallo rosso e cristallo di rocca, con le perle descritte da vivaci riflessi luminosi, derivati dalla lezione fiamminga filtrata dai pittori liguri. Ciò si cogli anche nell'illuminazione studiata del corpo ben tornito del Bambino, dove luci e ombre sono studiate con attenzione, invece che essere applicate secondo schemi tradizionali.
Lo sfondo è un lontano paesaggio tipicamente lombardo, dai colori quieti e un po' spenti; vi si vede la Certosa in costruzione e vari gruppi di certosini impegnati in varie attività.